# NGC 5770
NGC 5770 é uma galáxia lenticular (SB0) localizada na direcção da constelação de Virgo. Possui uma declinação de +03° 57' 39" e uma ascensão recta de 14 horas, 53 minutos e 14,9 segundos.
A galáxia NGC 5770 foi descoberta em 29 de Abril de 1786 por William Herschel.